# Wildenstein
Wildenstein é uma comuna francesa na região administrativa de Grande Leste, no departamento Alto Reno. Estende-se por uma área de 9,95 km². Em 2010 a comuna tinha 176 habitantes (densidade: 17,7 hab./km²).